# Konțeba, Bârzula
Konțeba (în ucraineană Концеба) este un sat în comuna Savran din raionul Bârzula, regiunea Odesa, Ucraina.

## Demografie
Componența lingvistică a comunei Konțeba
     Ucraineană (97,04%)
     Rusă (1,66%)
     Alte limbi (1,16%)
Conform recensământului din 2001, majoritatea populației comunei Konțeba era vorbitoare de ucraineană (97,04%), existând în minoritate și vorbitori de rusă (1,66%).